# Dolichopus smirnovianus
Dolichopus smirnovianus är en tvåvingeart som beskrevs av Negrobov 1977. Dolichopus smirnovianus ingår i släktet Dolichopus och familjen styltflugor. Inga underarter finns listade i Catalogue of Life.